# Мајна
Мајна је река у централној Немачкој, друга највећа притока реке Рајна (после Мозела). Има дужину од 527 km (са Белом Мајном 574) и слив површине 27.292 km². Средњи проток воде је 225 m³/s.
Река тече од истока према западу. Настаје спајањем Беле и Црвене Мајне код града Кулмбах у Баварској. Црвена Мајна извире у Франачкој Јури, док Бела Мајна извире у планинама Фихтелгебирге. Око 25 km њеног тока представља границу између немачких држава Баварска и Баден-Виртемберг, а затим тече кроз покрајину Хесен. У Рајну се улива у предграђу Висбадена, преко пута историјског центра Мајнца.
Мајна је пловна од свог ушћа до града Бамберга на притоци Регниц (396 km). Од 1992, Мајна је повезана са Дунавом каналом Рајна—Мајна—Дунав. Ово је витални део европског саобраћајног коридора 7, везе између Северног и Црног мора дуг 3.500 км.